# مرشح إلكتروني

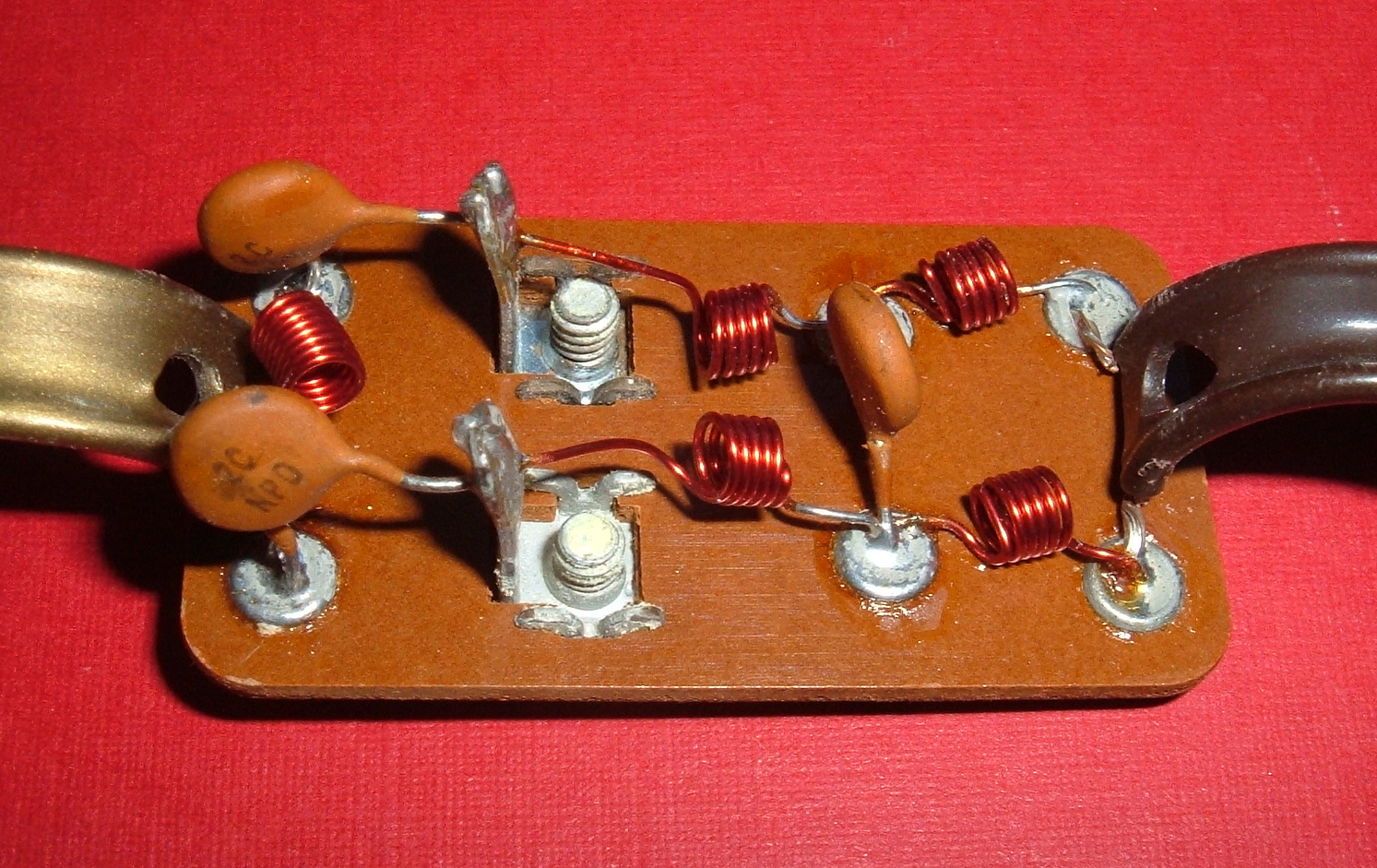
مُجزّئ إشارات تلفازيّ يتألف من مرشحين أحدهما ذو تردد عالي (على اليسار) والآخر ذو تردد منخفض (على اليمين).

مرشح إلكتروني (بالإنجليزية: Electronic filter)‏ هو نوع من أنواع مرشحات معالجة الإشارة في الدارات الكهربائية. تغطي هذه المقالة المرشحات التي تتكون من مكونات إلكترونية مجمعة فيما يُعرف بنموذج العناصر المجمع، أو نموذج العامل المتغير المجمع، أو نموذج المكونات المجمع، أو نموذج المكونات المقطوعة، بدلاً من نموذع العناصر الموزّع. يفترض نموذج العناصر المجمع أن خصائص الدائرة، والمقاومة، والسعة الكهربائية، والمحاثة التبادلية، والكسب تتركز في المكونات الإلكترونية، والمقاومات، والمكثفات، والمحثات المثالية، وغيرها، مشتركة في شبكة أسلاك التوصيل.
تعمل المرشحات الإلكترونية على إزالة مكونات التردد غير المرغوب فيها من الإشارة المطبّقة أو تحسين المكونات المطلوبة أو كليهما. ويمكن أن تكون المرشحات:
- مرشحات خاملة أو مرشحات فعالة
- مرشحات تناظرية أو مرشحات رقمية
- مرشحات التردد العالي أو مرشحات التردد المنخفض أو مرشحات تمرير النطاق أو مرشحات إيقاف النطاق أو مرشحات تمرير كامل
- مرشحات محددة الوقت أو مرشحات غير محددة الوقت
- مرشحات خطية أو مرشحات غير خطية
- مرشحات ذk66
- ات استجابة نبضية غير محددة أو مرشحات ذات استجابة نبضية محددة

أكثر أنواع المرشحات الإلكترونية شيوعًا هي المرشحات الخطية، بغض النظر عن الجوانب الأخرى لتصميمها.

## الاستخدامات
- في البث والإذاعة بغرض اختيار تردد محدد للموجات الكهرومغناطيسية من أجل استقبال نفس تردد الموجات بأجهزة الراديو. جميع الترددات الأخرى تُرشح وتُكتم،
- تنقية وعزل الترددات المختلفة إلى ترددات عالية، أو ترددات متوسطة، أو منخفضة، وتوزيعها على مكبرات للصوت مناسبة للحصول على صوت وأنغام قريبة من الحقيقة،
- تنقية المصدر الكهربائي في البيوت والمؤسسات، من شوشرة قد يحدثها فتح أو قفل النور أو الأجهزة الكهربائية الأخرى مثل الفرن الكهربائي والثلاجة والجرس، وما تحمله الشبكة الكهربائية من شوشرة أخرى.

## نبذة تاريخية
إنَّ أقدم أشكال المرشحات الإلكترونية هي المرشحات الخطية التناظرية الخاملة، والتي تُصمَّم باستخدام المقاومات والمكثفات أو المقاومات والمحثات فقط. تُعرف على الترتيب مرشحات (آر سي) أحادية القطب ومرشحات (آر إل) أحادية القطب، ولهذه المرشحات البسيطة استخدامات محدودة جدًا. توفر مرشحات (إل سي) متعددة الأقطاب تحكمًا أكبر في شكل الاستجابة وعرض النطاق الترددي ونطاقات التحويل. أول هذه المرشحات كان المرشح نوع (كي)، الذي اخترعه جورج آشلي كامبل في عام 1910. كان مرشح كامبل شبكة سُلّميّة تعتمد على نظرية خطوط النقل. تُعرف المرشحات نوع كي والمرشحات المحسنة من أوتو جوليوس زوبل وغيرها من المرشحات باسم «المرشح الصوري المركب». اتخذ فيلهلم كاور خطوة كبيرة للأمام حين أسس مجال التوليف الشبكي في وقت قريب من الحرب العالمية الثانية. سمحت نظرية كاور ببناء المرشحات التي تتبع بدقة وظيفة التردد المحددة.

## تصنيف المرشحات حسب التقنية

### المرشحات الخاملة
تُبنى المرشحات الخطية اعتمادًا على مجموعات من المقاومات والمحثات والمكثفات. تُعرف هذه الأنواع مجتمعة باسم المرشحات الخاملة، لأنها لا تعتمد على مصدر طاقة خارجي و/أو لا تحتوي على مكونات نشطة مثل الترانزستورات.
تعمل المحثات على حظر الإشارات عالية التردد والسماح للإشارات منخفضة التردد بالمرور، بينما تقوم المكثفات بالعكس، أي تحظر الإشارات منخفضة التردد وتسمح للإشارات عالية التردد بالمرور.
يكون المرشح «مرشح ترددات منخفضة» عندما يقدم المرشح الذي تمر فيه الإشارة من خلال محث، أو تمر من خلال مكثف موصول بالأرض؛ توهينًا أقل للإشارات منخفضة التردد من الإشارات عالية التردد. أما إذا مرت الإشارة من خلال مكثف، أو كان لها مسار إلى الأرض من خلال محث، يقدم المرشح توهينًا أقل للإشارات عالية التردد من الإشارات منخفضة التردد، وبالتالي يكون المرشح «مرشح ترددات عالية». لا تحتوي المقاومات على خصائص انتقائية للترددات، ولكنها تضاف إلى المحثات والمكثفات لتحديد الثوابت الزمنية للدائرة، وبالتالي الترددات التي تستجيب لها.
المحثات والمكثفات هي العناصر غير الفعالة للمرشح. يحدد عدد العناصر رتبة المرشح. في هذا السياق، تعتبر دارة (إل سي) الموالفَة المُستخدمة في «مرشح تمرير الموجة» أو «مرشح إيقاف الموجة» عنصرًا واحدًا على الرغم من أنها تتكون من عنصرين.
تتكون المحثات في بعض الأحيان في الترددات العالية (أعلى من نحو 100 ميجا هرتز) من حلقات مفردة أو أشرطة من الصفائح المعدنية، وتتكون المكثفات من أشرطة معدنية مجاورة، وتسمى هذه القطع من المحثات أو المكثفات بالبذور.

#### دوائر العنصر الواحد

مرشح إلكتروني ذو تردد منخفض

تتضمن أبسط المرشحات الخاملة (مرشحات آر سي و آر إل)، عنصرًا غير فعال واحدًا فقط، باستثناء مرشح (إل سي) الهجين الذي يتميز بالحث والسعة المدمجة في عنصر واحد.

#### مرشحات (إل)
تتكون مرشحات إل من عنصرين غير فعالين، أحدهما موصول على التسلسل والآخر على التفرع.

#### مرشحات (تي وباي)

مرشح باي منخفض التردد

يمكن أن تحتوي المرشحات ثلاثية العناصر على طوبولوجيا «تي» أو «باي» أو أي شكل من الأشكال الهندسية، ويمكن أن تكون مرشحات التردد العالي أو التردد المنخفض أو مرشحات تمرير النطاق أو إيقاف النطاق. يمكن اختيار المكونات بشكل متماثل أو غير متماثل اعتمادًا على خصائص التردد المطلوبة. يحتوي مرشح التردد العالي «تي» في الرسم التوضيحي على معاوقة منخفضة جدًا عند الترددات العالية، ومعاوقة عالية جدًا عند الترددات المنخفضة، وهذا يعني أنه يمكن استخدامه في خط نقل للطاقة الكهربائية، مؤديًا إلى تمرير الترددات العالية وعكس الترددات المنخفضة. وبالمثل، بالنسبة لمرشح التردد المنخفض، يمكن توصيل الدائرة بخط نقل، تمرر الترددات المنخفضة وتعكس الترددات العالية.

#### دوائر العناصر المتعددة
تُصنع دوائر العناصر المتعددة في العادة في طوبولوجيا شبكة سُلّمية. يمكن اعتبار هذا التصميم استمرارًا لتصاميم المرشحات «إل» و«تي» و«باي». يجب زيادة العناصر عند الرغبة في تحسين بعض المعايير مثل معيار الرفض في مرشحات إيقاف النطاق أو ميل التحويل من نطاق المرور إلى نطاق التوقف.

### المرشحات الفعالة
تُبنى المرشحات الفعّالة باستخدام مزيج من المضخمات الفعالة وغير الفعالة، وتتطلب مصدر طاقة خارجي. تُستخدم مضخمات العمليات بشكل متكرر في تصميمات المرشحات الفعالة، لأن لها عامل جودة عالٍ، ويمكن أن تحقق الرنين دون استخدام المحثات. ومع ذلك، فالحد الأقصى لترددها محدود بعرض النطاق الترددي للمكبرات.

### تقنيات أخرى للمرشحات
توجد العديد من تقنيات المرشحات بخلاف نموذج المكونات المجمعة. وتشمل المرشحات الرقمية، والمرشحات البلورية، والمرشحات الميكانيكية، ومرشحات الموجة الصوتية السطحية، ومرشحات الموجة الصوتية المتكتلة، ومرشحات كرات عقيق الإيتريوم، والمرشحات الذرية (المستخدمة في الساعات الذرية).

## دالة التحويل
دالة التحويل {\displaystyle H(s)} لمرشح هي نسبة إشارة الخرج {\displaystyle Y(s)} إلى إشارة الدخل {\displaystyle X(s)}، وكدالة للتردد المركب {\displaystyle s}:
{\displaystyle H(s)={\frac {Y(s)}{X(s)}}}
تكون دالة التحويل لجميع المرشحات الخطية ثابتة بالنسبة للوقت، وعندما تكون ضمن مكونات النموذج المجمع (على عكس المكونات الموزعة مثل خطوط النقل)، كنسبة لحدين متعددي الحدود في {\displaystyle s}، وتكون رتبة دالة التحويل الرتبة الأعلى بين دوال {\displaystyle s} سواء في المقام أو البسط.

## التصنيف تبعًا للطوبولوجيا
يمكن تصنيف المرشحات الإلكترونية من خلال التكنولوجيا المستخدمة لتصميمها. يمكن تصنيف المرشحات التي تستخدم تكنولوجيا المرشح الخامل وتكنولوجيا المرشح الفعال من خلال طوبولوجيا المرشحات الإلكترونية المحددة المستخدمة لتنفيذها.
بعض طبولوجيا الدوائر المشتركة هي:
- طوبولوجيا السلم أو طوبولوجيا كاور نسبة إلى فيلهلم كاور –خاملة
- طوبولوجيا سالين-كي –فعالة
- طوبولوجيا التغذية الراجعة المتعددة –فعالة
- طوبولوجيا الحالة المتغيرة –فعالة
- طوبولوجيا من الدرجة الرابعة –فعالة

## التصنيف حسب منهجية التصميم
تطور تصميم المرشح التماثلي الخطي تاريخيًا بثلاث طرائق رئيسية. أقدم التصميمات عبارة عن دوائر بسيطة، وكان معيار التصميم الرئيسي هو عامل الجودة للدائرة. هذا يعكس تطبيق الراديو مستقبلًا للترشيح، إذ إن معامل الجودة كان مقياسًا لانتقائية تردد دائرة التوليف. بدأت المرشحات من تسعينيات القرن الماضي تصمم من منطلق المعاوقة الصورية، إذ كان تطورها معتمدًا على متطلبات الاتصالات السلكية واللاسلكية. بعد الحرب العالمية الثانية كانت المنهجية السائدة توليف الشبكات. كانت الرياضيات العالية المستخدمة في الأصل تتطلب نشر جداول شاملة من قيم معامل متعدد الحدود، لكن موارد الحواسيب الحديثة جعلت ذلك غير ضروري.